# ベルンハルト・フェルスター

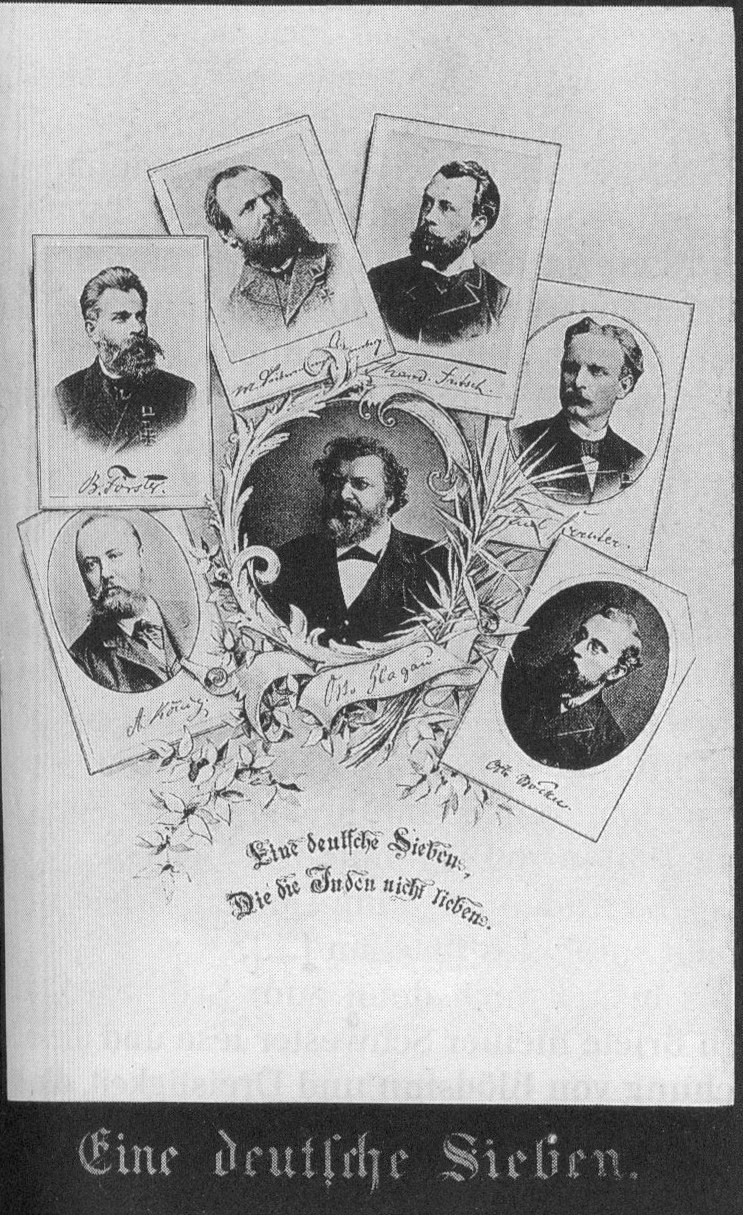
フェルスターが参加した反ユダヤ主義団体『ベルリン運動』の面々。左手から2番目がフェルスター

ベルンハルト・フェルスター（Bernhard Förster、1843年3月31日 - 1889年6月3日）は、19世紀ドイツの反ユダヤ主義の煽動家。
ザクセン王国のデーリッチュ出身で、元はギムナジウムの教師。その思想は、ユダヤ人問題に関する著作における「（ユダヤ人は）ドイツの国体に巣喰った寄生虫」という表現に歴然としている。また、弟のパウルもまた反ユダヤ主義の政治家だった。
フェルスターは、哲学者フリードリヒ・ニーチェの妹エリーザベトと結婚した。H.L.メンケンによると、ニーチェはフェルスターの反ユダヤ思想のために、妹の結婚式に出席するのを拒絶したという。
1886年に純粋アーリア人社会の建設を標榜し、同士を連れてパラグアイの奥地に入植するが、気候の問題や風土病によって、彼が夢見た新ゲルマニアが脆くも破綻すると、1889年にパラグアイのサン・ベルナルディーノのオテル・デル・ラーゴにおいて、モルヒネとストリキニーネの混ぜ物を服毒して自殺した。

## 註釈
1. ↑  Intro to H.L. Mencken's "The Philosophy of Friedrich Nietzsche" by C Bufe